# Planety ultrakrótkookresowe
Planety ultrakrótkookresowe (ang. Ultra-short-period planets, USPP) – klasa planet pozasłonecznych o bardzo krótkim okresie orbitalnym, o długości poniżej jednego dnia ziemskiego. Pierwsze znane obiekty USPP odkryto wokół gwiazd o masie mniejszej niż 0,88 mas Słońca. Spekulowano w związku z tym, że niewielkie planety orbitujące tak blisko większych i jaśniejszych gwiazd zapewne szybko wyparowują.